# イヴァン・フセヴォロドヴィチ (スタロドゥーブ公)
イヴァン・フセヴォロドヴィチ（ロシア語: Иван Всеволодович、1197年8月28日 - 1247年）は歴代スタロドゥーブ（スタロドゥーブ・ナ・クリャージメ）公のうちの1人である。在位：1238年 - 1247年。いくつかの系譜史料において、カシャ（ロシア語: Каша）という通称が付されている。
イヴァンはウラジーミル大公フセヴォロド（大巣公）の年少の子である。父の死後の、兄コンスタンチンとユーリーのウラジーミル大公位をめぐる政権闘争(ru)には、ユーリー陣営に立って参加した。
1226年、兄スヴャトスラフ(ru)と共に、モルドヴァ人を攻め、勝利を収めた。
モンゴルのルーシ侵攻の後、ウラジーミル大公となった兄ヤロスラフからスタロドゥーブ（スタロドゥーブ・ナ・クリャージメ）を与えられ、以後この地を統治した。1246年、兄ヤロスラフと共にジョチ・ウルスに出向し、スタロドゥーブ公位は息子のミハイルに譲られた。